# Кириллов, Михаил Михайлович (Герой Советского Союза)
Михаил Михайлович Кириллов (1911—1984) — майор Рабоче-крестьянской Красной Армии, участник Великой Отечественной войны, Герой Советского Союза (1944).

## Биография
Михаил Кириллов родился 31 октября (13 ноября) 1911 года в Москве. С 1917 года проживал в селе Уваровка (ныне — Можайский район Московской области). Окончил семь классов школы и машиностроительный техникум, после чего работал техником на машиностроительном заводе в Москве. В 1931 году Кириллов окончил курсы лётнабов-аэрофотосъёмщиков, после чего работал в «Госаэрофотосъёмке», снимал Среднюю Азию, Сибирь, Дальний Восток, Заполярье. В 1934—1936 годах служил в Рабоче-крестьянской Красной Армии. В 1938 году Кириллов окончил Тамбовскую школу лётчиков Гражданского воздушного флота, после чего работал в Челябинске.
В 1942 году Кириллов был повторно призван в армию. С августа того же года — на фронтах Великой Отечественной войны. К октябрю 1944 года гвардии майор Михаил Кириллов был штурманом 337-го авиаполка 5-й гвардейской авиадивизии 4-го гвардейского авиакорпуса АДД СССР. К тому времени он совершил 165 боевых вылетов на бомбардировку скоплений боевой техники и живой силы противника, нанеся тому большие потери.
Указом Президиума Верховного Совета СССР от 5 ноября 1944 года за «образцовое выполнение боевых заданий командования на фронте борьбы с немецкими захватчиками и проявленные при этом отвагу и геройство» гвардии майор Михаил Кириллов был удостоен высокого звания Героя Советского Союза с вручением ордена Ленина и медали «Золотая Звезда» за номером 5284.
В октябре 1945 года в звании майора Кириллов был уволен в запас. Работал в Полярной авиации, одним из первых производил аэрофотосъёмку Антарктиды. Уйдя с лётной работы, вернулся в Москву, где работал в органах МВД СССР. Скончался 15 марта 1984 года, похоронен на Ваганьковском кладбище Москвы.
Был также награждён орденами Красного Знамени, Александра Невского, двумя орденами Отечественной войны 1-й степени, орденами Трудового Красного Знамени, «Знак Почёта», рядом медалей, югославским орденом Партизанской Звезды 1-й степени.